# Khookha McQueer
 (avril 2020).
Khookha McQueer (arabe : خوخة مكوير), née le 17 mars 1987, est une militante LGBT+, féministe et artiste tunisienne.
Elle est l'une des premières femmes trans connues du grand public en Tunisie,.

## Biographie

### Vie privée
Khookha vient d'une famille tunisienne conservatrice. Après une dépression sévère, elle quitte l'université et commence le militantisme LGBT+. Elle fait son coming out à deux reprises : une première fois par rapport à son orientation sexuelle avant de faire sa transition en étant garçon gay, et une deuxième fois en 2015 par rapport à son identité en tant que femme trans non binaire ; elle commence donc à utiliser les pronoms anglais They et them, les pronoms féminins pour le français et l'arabe, ainsi que son nom choisi, Khookha McQueer. Pour elle, même si elle s'identifie comme non binaire et non pas comme femme, elle préfère utiliser les pronoms féminins pour exprimer cette partie de son identité qui a été réprimée durant une grande partie de sa vie.

### Travail artistique
Elle commence sa carrière professionnelle en tant que designer graphique. Tous ses travaux sont partagés sur son compte officiel sur Instagram. Ces créations portent sur la question de l'identité et la non-binarité. L'artiste cherche aussi à exposer les défis de la communauté LGBT+ tunisienne dans une société hétérosexuelle normative et homophobe selon ses dires. Elle accepte qu'on qualifie ce qu'elle fait de « drag », mais elle se considère comme une expérience vivante dont le paramètre qui change avec chaque œuvre est le genre et ses expressions esthétiques. Elle s'inspire beaucoup du patrimoine tunisien, mais ses principales muses restent les divas des années 1980 et 1990 du Moyen-Orient et d'Amérique latine comme Sherihan, Thalía et Nawal Al Zoghbi.

### Militantisme
En collaboration avec les associations Damj et Avocats sans frontières, Khookha participe à la mise en place du premier guide de terminologie sur le genre adapté au contexte tunisien. Il regroupe un grand nombre de termes en rapport avec l'orientation, l'identité et le comportement sexuel, en dialecte tunisien et en arabe neutre, avec les différentes interprétations de chaque mot dans la culture locale.
De plus, la militante veut changer la culture binaire et patriarcale au niveau de la langue au sein de la communauté tunisienne et arabophone en général, en proposant comme alternative une sorte de langage inclusif qui comporte à la fois la forme masculine et féminine, et qu'elle utilise dans toutes ses publications académiques ou sur ses pages dans les réseaux sociaux à travers ses chroniques et narratives féministes,. Elle est connue pour ses publications sur la plateforme arabe Jeem.
Pendant trois ans, Khookha est membre de quelques associations LGBT+ à l'instar de Mawjoudin, comme consultante pour les membres trans, avant de démissionner. Selon elle, elle n'a pas pu rester avec le reste de la communauté à cause de sa vision politique considérée comme avant-gardiste[réf. souhaitée].

## Autoportraits

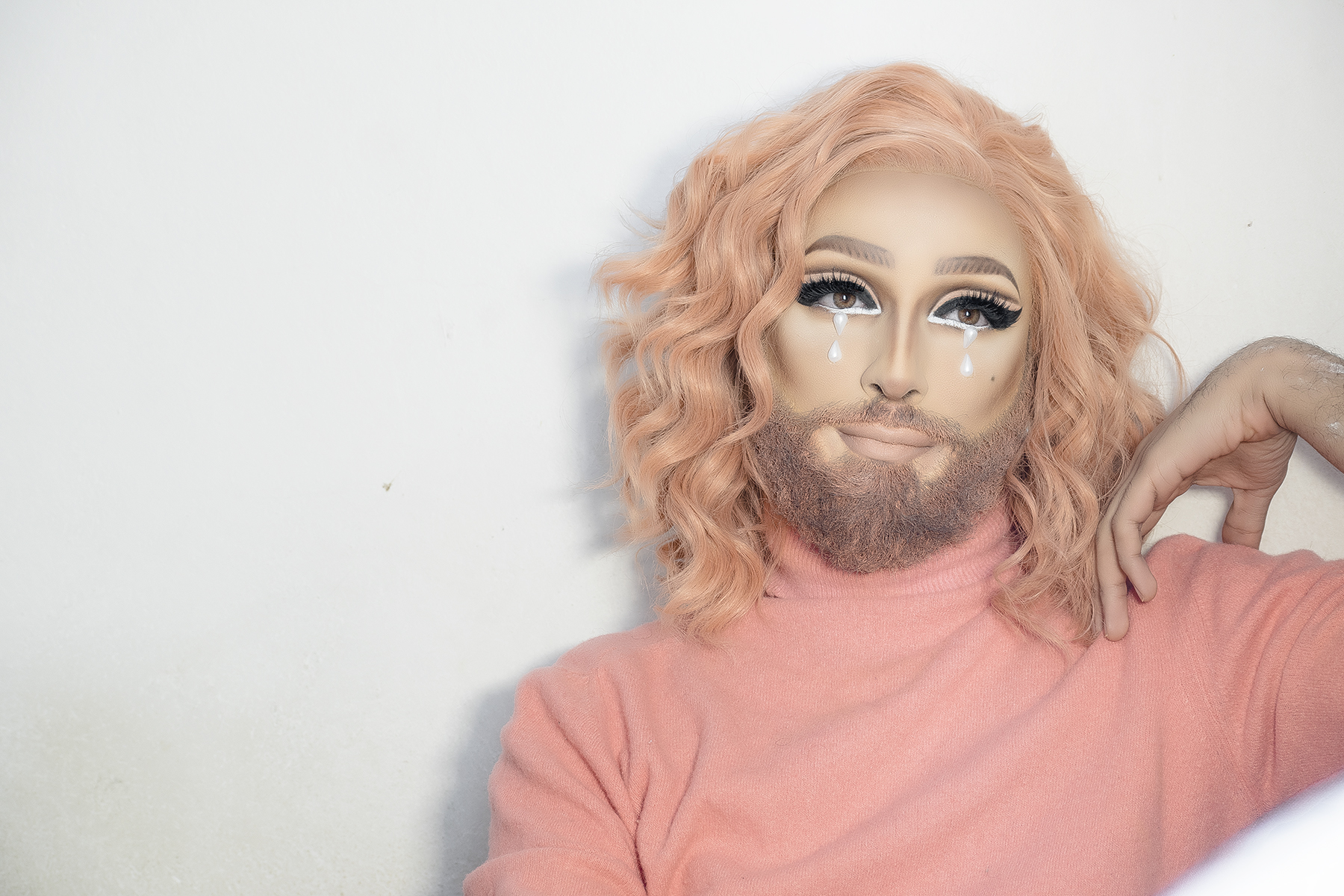
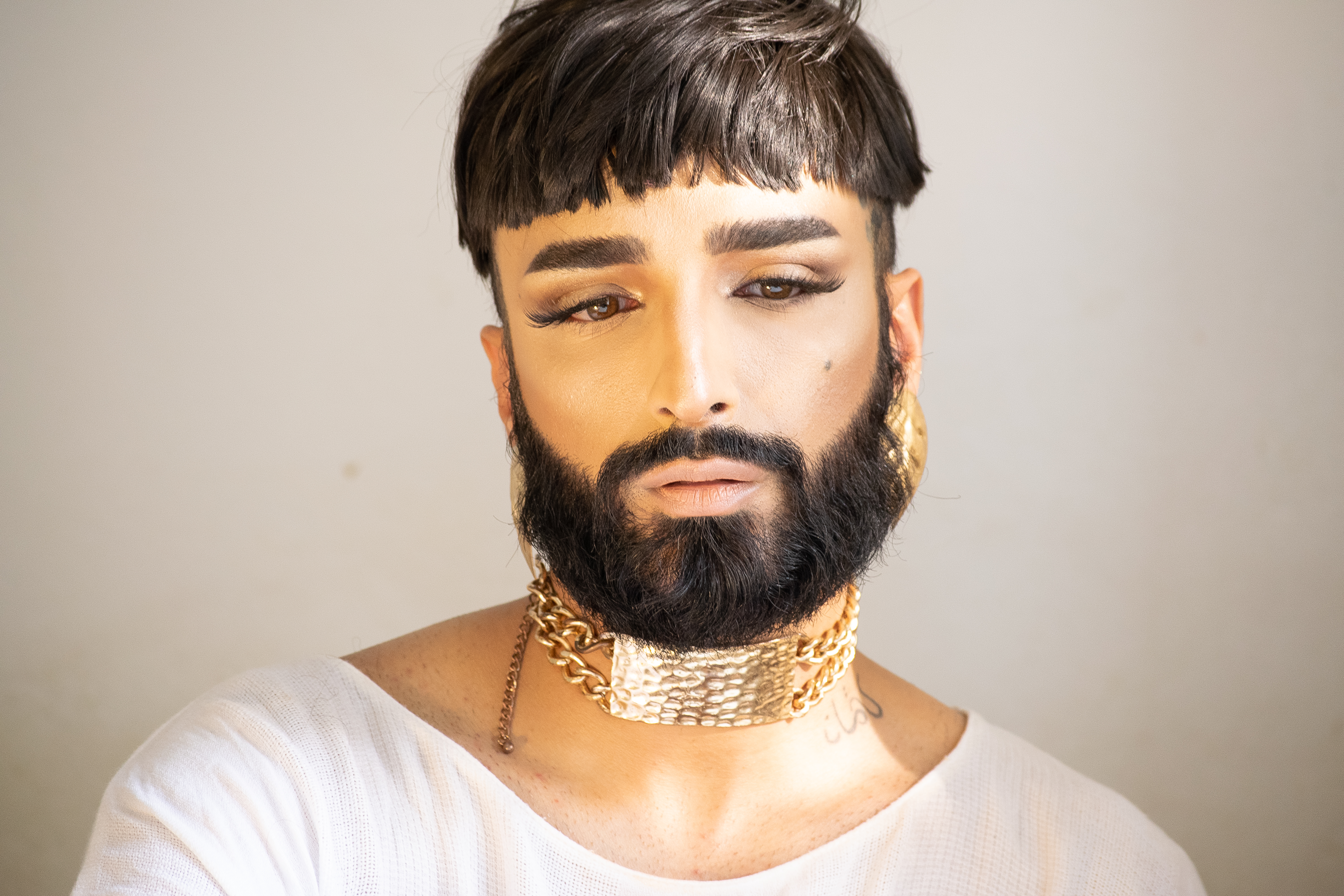
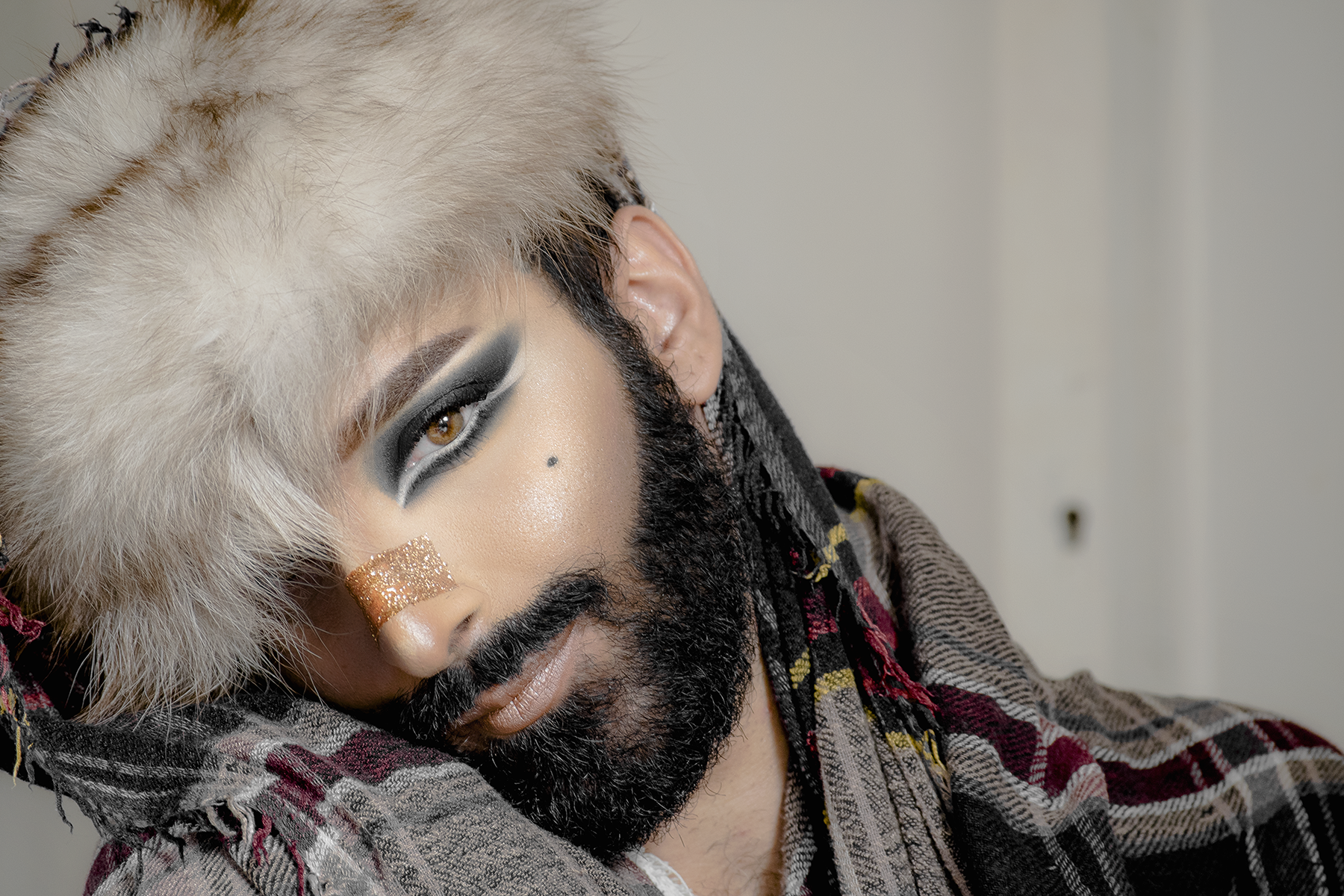
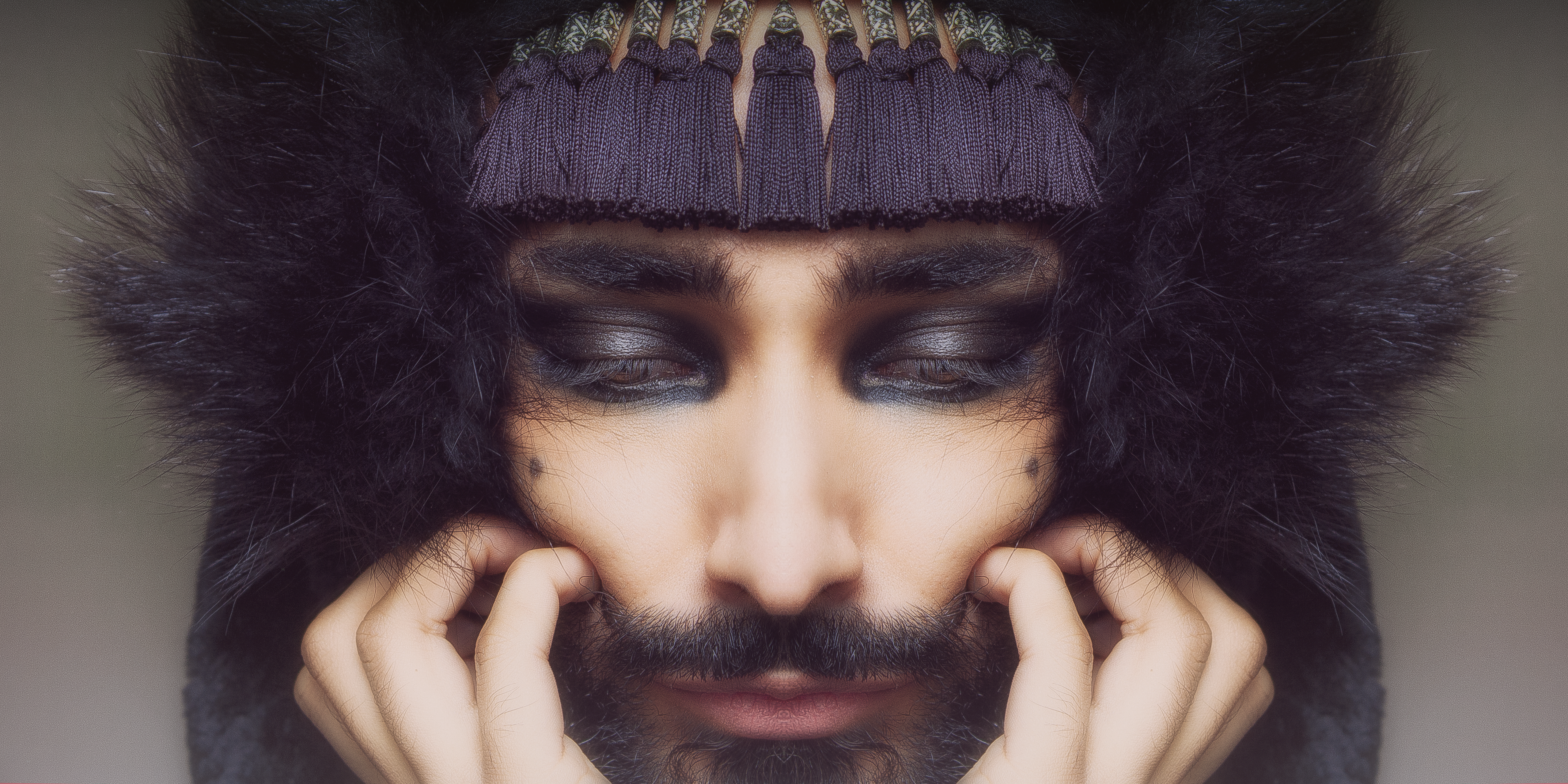